# Queens
Queens – jeden z pięciu okręgów (boroughs) Nowego Jorku, oraz hrabstwo (county), w stanie Nowy Jork, o tej samej nazwie.

## Powierzchnia
Jest największą dzielnicą miasta. Powierzchnia wynosi 461,7 km². Położona w zachodniej części wyspy Long Island. Oddzielona jest cieśniną East River od wyspy Manhattan. Składa się również z paru małych wysepek, najwięcej z nich jest na Jamaica Bay oraz Gateway National Recreation Area.

## Ludność
W 2019 r. okręg zamieszkiwało 2 559 903 osób.

### Struktura etniczna
Podział według odmiany:
- 44,08% biali
- 20,01% czarni
- 0,5% Indianie
- 0,06% mieszkańcy wysp Pacyfiku
- 11,68% pozostałe rasy
- 6,11% mulaci oraz inne połączenia ras ludzkich
- 24% ludność hiszpańskojęzyczna (Hiszpanie, Latynosi, Indianie Ameryki środkowej i południowej)

Podział według narodowości:
- Włosi 8,99%
- Irlandczycy 7,05%
- Niemcy 4,74%
- Anglicy 1,32%

(dane z 2001)
Według badania z roku 2012, 27,2% mieszkańców było rasy białej, 20,9% rasy czarnej lub afroamerykańskiej, 24,8% Azjaci, 12,9% osób zakwalifikowano jako przedstawicieli innych ras i 2,7% osoby należące do co najmniej dwóch ras. Spośród całej populacji 27,9% osób to Latynosi.
Pośród Azjatów, Chińczycy tworzą największą grupę etniczną, stanowiąc 9,0% mieszkańców Queens (około 209 975 ludzi). Pozostali mieszkańcy pochodzenia Azjatyckiego: Koreańczycy (2,9%), Filipińczycy (1,7%), Japończycy (0,3%), Wietnamczycy (0,2%), Tajowie (0,2%), mieszkańcy Indonezji i Birmy (0,1%).
Mieszkańcy pochodzący z Azji Południowej stanowią 7,8% mieszkańców Queens: Indie (5,3%), Bangladesz (1,5%), Pakistan (0,7%) i Nepal (0,2%).
Pośród Latynosów największą grupę etniczną tworzą Portorykańczycy (4,6%), Meksykanie (4,2%) i Dominikańczycy (3,9%). Mieszkańcy pochodzący z Ameryki Środkowej (2,4%).
Około 47,8% mieszkańców Queens urodziło się poza granicami Stanów Zjednoczonych. Około 44,2% mieszkańców (dot. starszych niż 5 lat) rozmawia w domu w języku angielskim; 23,8% rozmawia po hiszpańsku, 16,8% używa innego języka (Indoeuropejskie). 13,5% mówi w językach azjatyckich.

## Historia
Pierwotna nazwa to Queen Catherine of Branganza od imienia portugalskiej żony króla Anglii – Karola II. Pierwsze wzmianki pochodzą z 1683 roku. Początkowo był to jeden z 12 rejonów wiejskich stanu Nowy Jork zawierający 6 wiosek: Newton, Flushing, Jamaica, North Hempstead, Hempstead i Oyster Bay (1870 r.). W 1870 powstało Long Island City z wioski Astoria i części terenu Newton. Long Island City, Newton, Flushing, Jamaica i część Hempstead weszły w skład nowej dzielnicy Nowego Jorku Queens (1898 r.). Część rejonu wiejskiego Queens nie weszła jednak w skład wielkiej metropolii. Było to Hempstead i Oyster Bay.

## Transport
- Port lotniczy Johna F. Kennedy’ego w Nowym Jorku
- Port lotniczy LaGuardia
- Połączenie z Manhattanem mostem Queensboro (1909 r.)
- Połączenie z Manhattanem tunelem kolejowym (1910 r.)